# Buxeuil (Aube)
Buxeuil és un municipi francès situat al departament de l'Aube i a la regió del Gran Est. L'any 2007 tenia 142 habitants.

## Demografia

### Població
El 2007 la població de fet de Buxeuil era de 142 persones. Hi havia 56 famílies de les quals 20 eren unipersonals (4 homes vivint sols i 16 dones vivint soles), 16 parelles sense fills, 16 parelles amb fills i 4 famílies monoparentals amb fills.
La població ha evolucionat segons el següent gràfic:
Habitants censats

### Habitatges
El 2007 hi havia 81 habitatges, 59 eren l'habitatge principal de la família, 11 eren segones residències i 12 estaven desocupats. 78 eren cases i 3 eren apartaments. Dels 59 habitatges principals, 49 estaven ocupats pels seus propietaris, 6 estaven llogats i ocupats pels llogaters i 4 estaven cedits a títol gratuït; 7 tenien dues cambres, 7 en tenien tres, 8 en tenien quatre i 37 en tenien cinc o més. 46 habitatges disposaven pel capbaix d'una plaça de pàrquing. A 31 habitatges hi havia un automòbil i a 23 n'hi havia dos o més.

### Piràmide de població
La piràmide de població per edats i sexe el 2009 era:
| Homes | Edats   | Dones |
| ----- | ------- | ----- |
| 0     | 95 o +  | 0     |
| 0     | 90 a 94 | 0     |
| 0     | 85 a 89 | 0     |
| 0     | 80 a 84 | 0     |
| 0     | 75 a 79 | 4     |
| 12    | 70 a 74 | 0     |
| 4     | 65 a 69 | 16    |
| 0     | 60 a 64 | 0     |
| 4     | 55 a 59 | 8     |
| 0     | 50 a 54 | 8     |
| 12    | 45 a 49 | 4     |
| 0     | 40 a 44 | 4     |
| 4     | 35 a 39 | 0     |
| 4     | 30 a 34 | 4     |
| 4     | 25 a 29 | 4     |
| 8     | 20 a 24 | 4     |
| 4     | 15 a 19 | 0     |
| 4     | 10 a 14 | 0     |
| 0     | 5 a 9   | 0     |
| 4     | 0 a 4   | 0     |

## Economia
El 2007 la població en edat de treballar era de 83 persones, 65 eren actives i 18 eren inactives. De les 65 persones actives 61 estaven ocupades (32 homes i 29 dones) i 4 estaven aturades (1 home i 3 dones). De les 18 persones inactives 3 estaven jubilades, 7 estaven estudiant i 8 estaven classificades com a «altres inactius».

### Ingressos
El 2009 a Buxeuil hi havia 59 unitats fiscals que integraven 150 persones, la mediana anual d'ingressos fiscals per persona era de 28.215 €.

### Activitats econòmiques
Dels 6 establiments que hi havia el 2007, 2 eren d'empreses de fabricació d'altres productes industrials, 1 d'una empresa de construcció, 2 d'empreses de comerç i reparació d'automòbils i 1 d'una empresa classificada com a «altres activitats de serveis».
L'únic servei als particulars que hi havia el 2009 era una lampisteria.
L'any 2000 a Buxeuil hi havia 30 explotacions agrícoles que ocupaven un total de 184 hectàrees.

## Poblacions més properes
El següent diagrama mostra les poblacions més properes.